# Richard Grosvenor (2e marquis de Westminster)
Richard Grosvenor (27 janvier 1795 – 31 octobre 1869) est un homme politique britannique, propriétaire foncier, promoteur immobilier et bienfaiteur. Il est titré marquis de Westminster.

## Famille et éducation

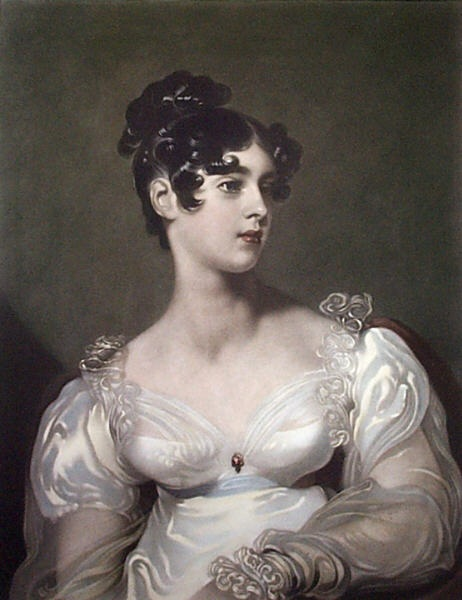
Elizabeth, la Marquise de Westminster, par Thomas Lawrence.

Grosvenor est né à Millbank Maison, Westminster, Londres, l'aîné des trois fils de Robert Grosvenor, 1er marquis de Westminster et Eleanor Egerton. Il fait ses études à l'École de Westminster et Christ Church (Oxford), où il obtient MA. Il entreprend le Grand Tour en 1815.

## Vie politique
En 1818, il est élu parlementaire Whig pour Chester et plus tard est nommé juge de paix. En 1830, il est élu député de Cheshire jusqu'à ce que la circonscription ait été divisée en 1832, et à partir de là jusqu'en 1834, il représente le Sud du Cheshire. Il est Lord Lieutenant du Cheshire de 1845 à 1867 et Lord-intendant entre 1850 et 1852, sous le gouvernement Whig dirigé par Lord John Russell. Le 22 mars 1850, il est admis au Conseil Privé. Il est présenté pour l'Ordre de la Jarretière le 6 juillet 1857. De son activité politique, il est dit que "il parlait rarement à la Chambre des lords".

## Le développement de l'immobilier
Grosvenor s'est "consacré lui-même... à l'amélioration de sa propriété à Londres", et agrandit ses propriétés dans le comté de Dorset et le Cheshire; il est décrit comme étant un propriétaire "modèle". Eaton Hall, Cheshire, est reconstruite en Style néo-gothique pour son père, par William Porden. Grosvenor commande à l'architecte Écossais William Burn de faire des modifications, notamment en augmentant le centre de la façade sud et de la faire ressembler à une tour Graver a également conçu Fonthill Maison, Wiltshire.

## Personnalité

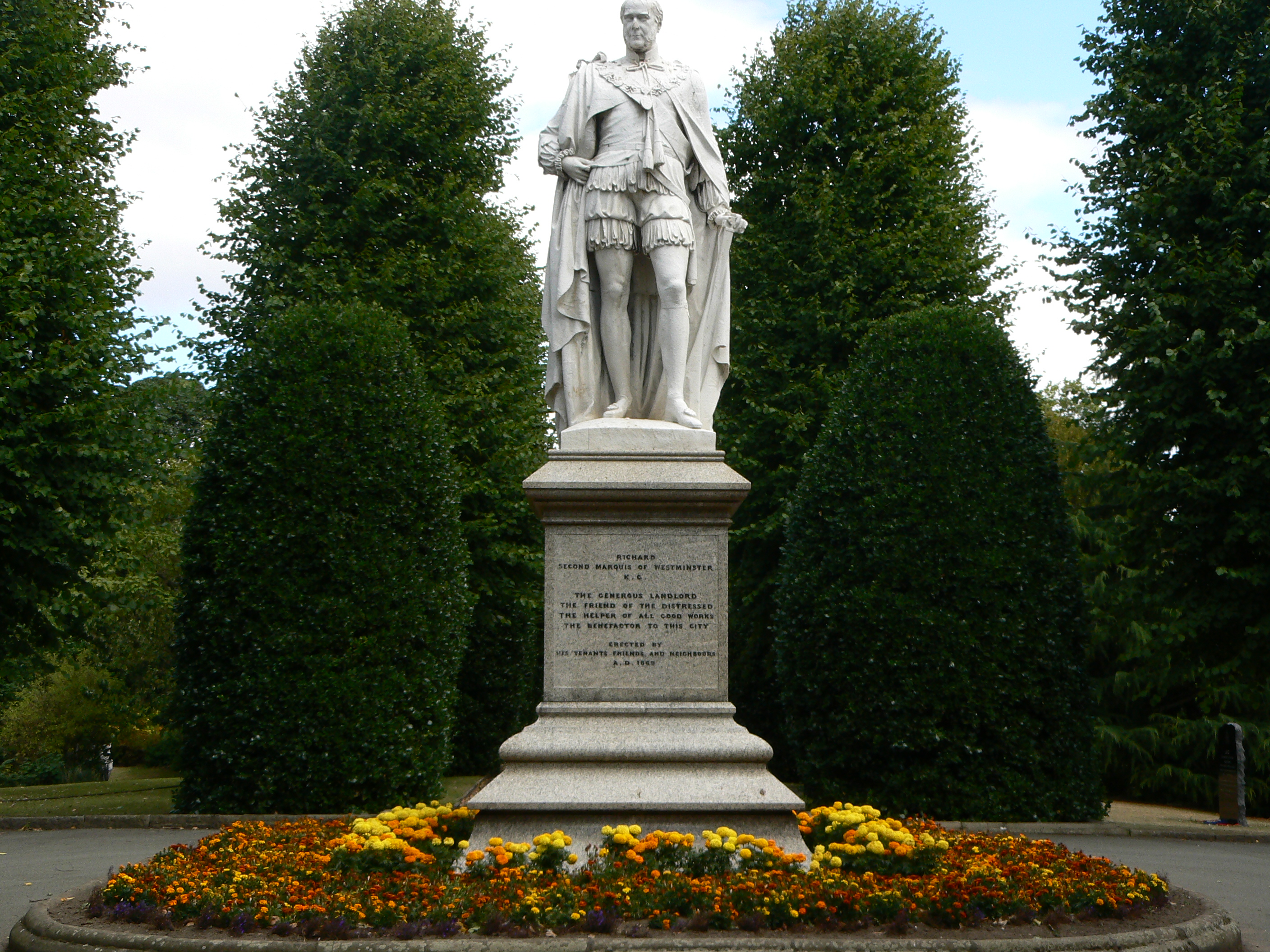
Statue de Grosvenor

Grosvenor poursuit l'intérêt de la famille pour les courses de chevaux. Il donne généreusement aux œuvres de charité, construit et participe à la restauration d'églises. Il est l'un des premiers patron de l'architecte John Douglas. En 1865-66 Douglas conçoit St John's Church pour lui dans le village de Aldford. Dans le même temps, Grosvenor donne des champs de Chester, à la mairie pour la création de Grosvenor Park. Pour ce parc Douglas, conçoit un certain nombre d'éléments : la Loge d'Entrée, les portes. En 1865, les citoyens de Chester ont commencé à amasser des fonds pour l'érection d'une statue en son honneur. Plus de 5 000 £(équivalent de £de 440 000 à compter de 2015) ont été récoltés. La statue montrant le marquis dans sa robe de chevalier de la jarretière a été conçue par Thomas Perkins, et érigée en 1869. Elle se trouve encore dans Grosvenor Park.
Ses parents ont inculqué "des principes moraux élevés" à leurs enfants, et ceux-ci sont restés chez Richard tout au long de sa vie. Il est décrit comme "de caractère austère avec un dévouement sans faille au devoir, en tant que père de famille, homme politique et propriétaire". Sa nécrologie dans The Times dit "qu'il administrait son vaste domaine avec une combinaison d'intelligence et de générosité, comme on en voyait peu".

## Famille
Il épouse Elizabeth Leveson-Gower, fille de George Leveson-Gower, 1er duc de Sutherland, en 1819. À la suite de leur mariage, Westminster et sa femme ont d'abord vécu à Eaton Hall, la maison de campagne de la famille, avec Lord et Lady Grosvenor. Au cours de la saison londonienne, à partir du mois d'avril de chaque année, la famille vit à Grosvenor House. En 1827, le couple visite la Norvège, la Suède et la Russie, et en 1835-36 ils font une tournée à travers l'Allemagne et l'Italie. En 1883, ils se sont déplacés à Motcombe House, Dorset. Lorsque le 1er marquis est mort en 1845, ils ont suivi la tradition familiale de faire d'Eaton Hall leur maison de campagne et de Grosvenor House leur résidence de Londres, où ils recevaient richement.
Ils ont treize enfants, dont dix arrivent à l'âge adulte. Leur deuxième fils, Hugh Lupus Grosvenor lui succède en tant que 3e marquis; plus tard, il est créé Duc de Westminster. Leur plus jeune fils, Lord Richard Grosvenor est anobli en tant que baron Stalbridge.
- Eleanor Grosvenor (22 octobre 1820 – 4 mai 1911); mariée à Algernon Percy, 4e duc de Northumberland.
- Mary Frances Grosvenor (2 décembre 1821 – 2 janvier 1912); mariée à Thomas Parker, 6e comte de Macclesfield.
- Gilbert Grosvenor (10 avril 1823 – 2 janvier 1824).
- Elizabeth Grosvenor (9 juillet 1824 – 16 décembre 1899), mariée à Beilby Lawley, 2e baron Wenlock.
- Hugh Grosvenor, 1er duc de Westminster (13 octobre 1825 – 22 décembre 1899).
- Evelyn Grosvenor (16 décembre 1826 – 25 janvier 1839).
- Caroline Amelia Grosvenor (14 juin 1828 – 24 mars 1906); mariée à William Leigh 2e baron Leigh.
- Dame Octavia Grosvenor (22 septembre 1829 – 29 mai 1921); mariée au colonel Michael Shaw-Stewart, 7e baronnet.
- Agnes Grosvenor (24 janvier 1831 – 22 janvier 1909); mariée à Sir Archibald Campbell, 3e baronnet.
- Gilbert Norman Grosvenor (6 janvier 1833 – 20 mars 1854).
- Jane Louisa Octavia Grosvenor (29 août 1834 – 13 juillet 1921); mariée tout d'abord à Gamel Pennington, 4e Baron Muncaster; puis en secondes noces à Hugh Lindsay.
- Richard Grosvenor, 1er baron Stalbridge (28 janvier 1837 – 18 mai 1912).
- Dame Theodora Grosvenor (7 juillet 1840 – 24 mars 1924); mariée à Thomas Guest[12],[13].

Il est décédé à Fonthill House, Fonthill Gifford dans le Wiltshire, le 31 octobre 1869, après une courte maladie, et est enterré dans le caveau de la famille dans l'Église Saint Mary's, Eccleston, Cheshire. Sa fortune au décès est estimée à £800,000 (équivalent de £67,820,000 en 2015).

## Les monuments commémoratifs
Westminster Memorial Hospital, Shaftesbury Dorset, est fondée en mémoire de Grosvenor en 1871.